# Лежнево (Ивановская область)
Ле́жнево — посёлок городского типа в России, административный центр Лежневского района и Лежневского городского поселения Ивановской области.
Входит в Перечень исторических городов России.

## История
Первое упоминание о поселении на месте Лежнева относится к 1239 году. В писцовой книге 1628 года упоминается деревянный храм Рождества Христова на торговой площади села.
В дарственной грамоте царя Фёдора Иоанновича от 1588 года упоминается деревянный храм в честь Святителя Николая Чудотворца, который сгорел в 1629 году.
27 марта 1925 года Лежнево получило статус посёлка городского типа. С 1931 года является районным центром (с перерывом в 1963—1985 годах).

## Население
| 1859  | 1897  | 1905  | 1939  | 1959    | 1979  | 1989  | 2002  | 2009  |
| ----- | ----- | ----- | ----- | ------- | ----- | ----- | ----- | ----- |
| 2008  | ↗2739 | ↘2571 | ↗7907 | ↗10 139 | ↘8825 | ↘8748 | ↘8314 | ↘7979 |
| 2010  | 2012  | 2013  | 2014  | 2015    | 2016  | 2017  | 2018  | 2019  |
| ↗8034 | ↘7985 | ↘7965 | ↘7937 | ↘7907   | ↘7847 | ↘7837 | ↘7831 | ↘7684 |
| 2020  | 2021  |       |       |         |       |       |       |       |
| ↘7635 | ↘7297 |       |       |         |       |       |       |       |

## Экономика
- Лежневская прядильно-ткацкая фабрика. Миткалевая фабрика была основана в 1792 году шуйским купцом В. А. Кокушкиным[23]. В 1888 году преобразована в «Товарищество Лежневской мануфактуры». В начале 1990-х годов была градообразующим предприятием[23].
- В посёлке также действуют предприятия «Автопластик», молочный завод, мехлесхоз и деревообрабатывающие предприятия[5].

## Социальная сфера и культура
- Образование: Лежневская средняя школа № 10. Здание построено в 1935—1937 годах. Во время ВОВ здесь располагался военный госпиталь № 3398. На территории школы установлен обелиск в память о погибших на фронте[3].
- Здравоохранение: Станция скорой помощи размещается в здании бывшей Земской больницы (1888)[3].
- Культура: В Лежневе действуют Дом культуры, народный театр, ансамбль «Родник» и районная библиотека.
- Дом-музей П. М. Ишкина — уникальная достопримечательность, созданная местным жителем, ветераном Великой Отечественной войны, лётчиком-фронтовиком и мастером-резчиком по дереву Павлином Михайловичем Ишкиным. Всё внутреннее убранство его дома, включая мебель, настенные панно и декоративные элементы, выполнено им вручную. Его работы также экспонировались в качестве музея в лежневской школе № 10. Дом-музей является популярным местом посещения[24]. Не сохранился.
- Общественные пространства: Пушкинский сквер с памятником А. С. Пушкину, мемориал воинам Великой Отечественной войны, парк «Фабричный сад».

## Достопримечательности

### Храмовый комплекс в центре Лежнева
Ансамбль принадлежит Шуйской епархии РПЦ.
- Колокольня Троицко-Знаменской церкви (1823) — высота 77 метров, построена в честь победы в Отечественной войне 1812 года.
- Церковь Рождества Христова (зимняя). Каменный храм построен в 1725 году на месте деревянного, известного с 1628 года. В 1930 году был закрыт и приспособлен под картофелехранилище[4].
- Храм Казанской иконы Божией Матери (летний). Построен в 1740—1745 годах. Был закрыт в 1934 году и передан под хлебопекарню[4].
- Троицко-Знаменская церковь (храм иконы Божией Матери «Знамение») — каменный храм, построен в 1745 году[5].

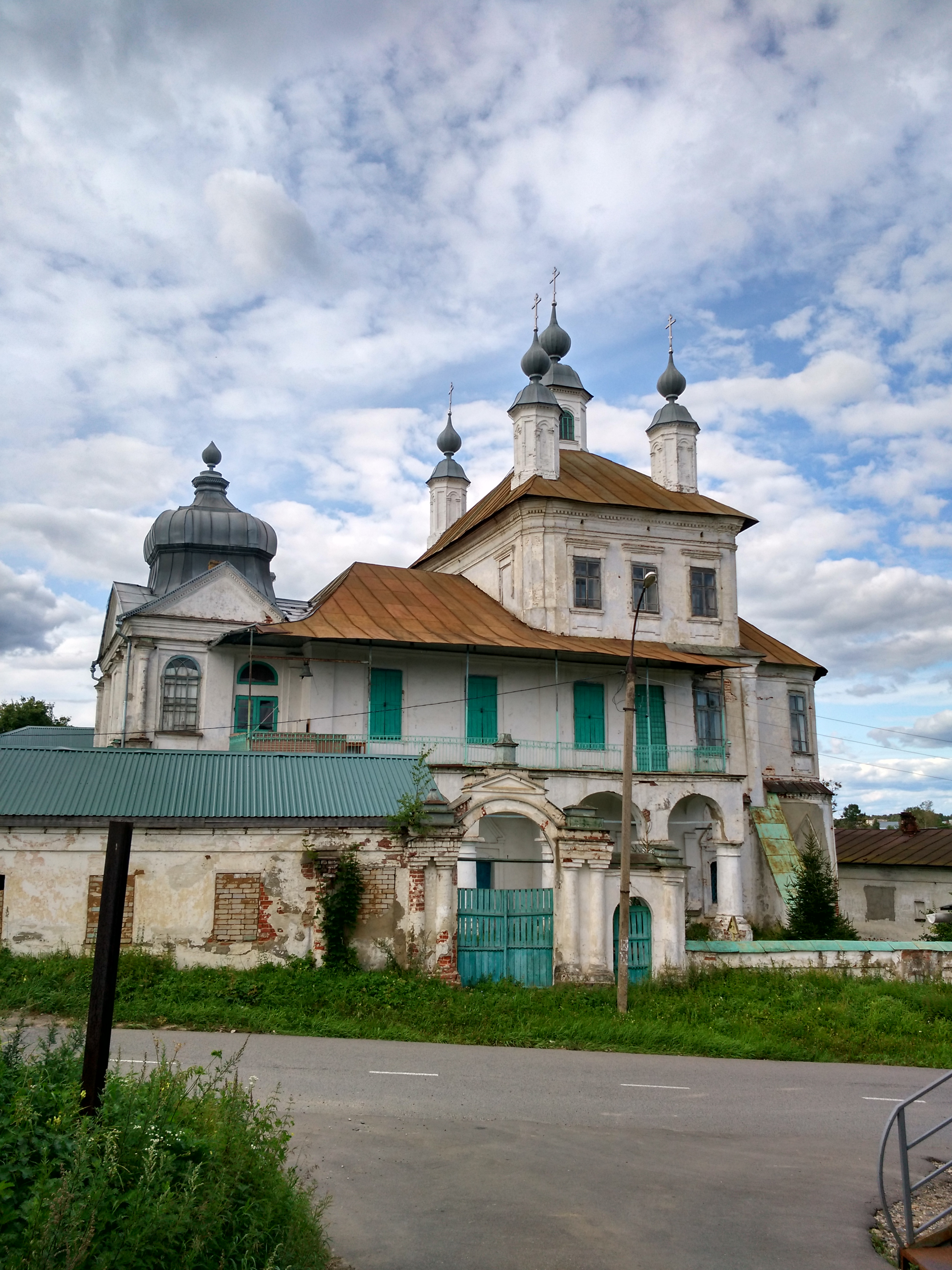
Троицко-Знаменская церковь
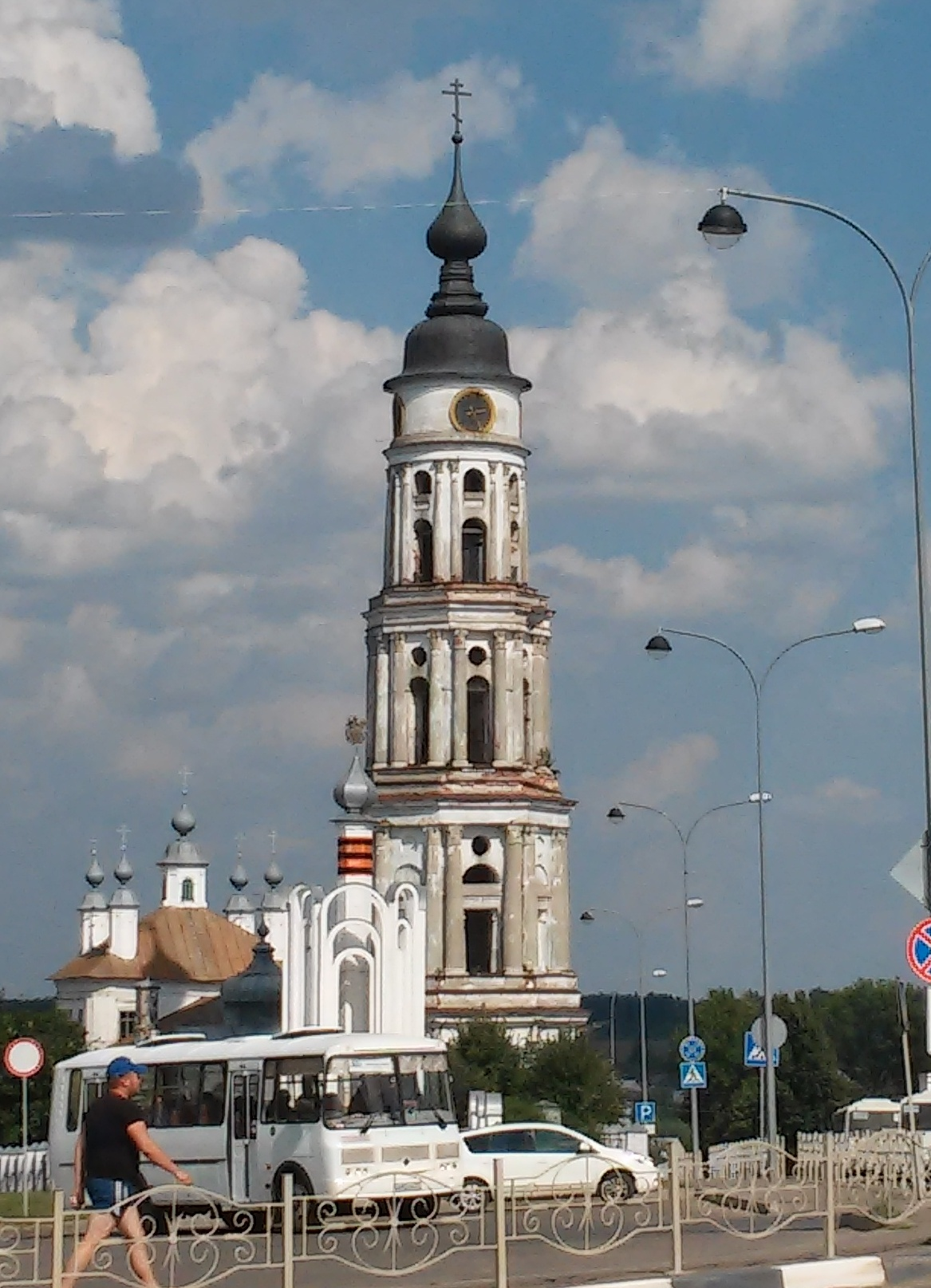
Колокольня Троицко-Знаменской церкви
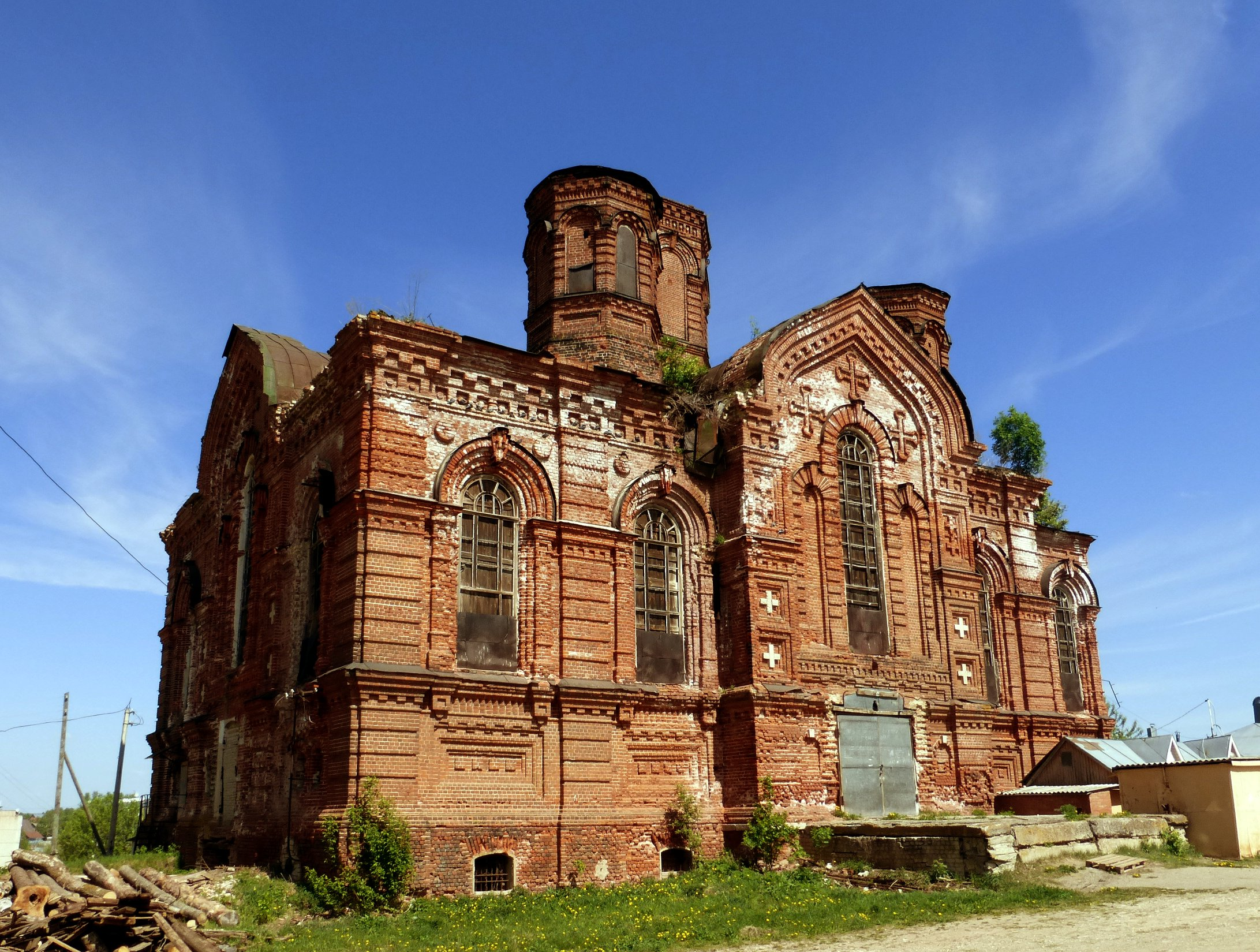
Храм Покрова Пресвятой Богородицы в Назарьеве

### Храмы в Назарьеве
Комплекс бывшего Свято-Николаевского женского монастыря (основан в 1898 году). Храмы находятся в аварийном состоянии.

## Геральдика
Герб Лежнева представляет собой щит, в красном поле которого на зелёной земле стоит серебряная колокольня, а у её основания расположен золотой жезл Меркурия. Жезл бога торговли, положенный на землю («лежащий»), отсылает к названию посёлка.

## Известные уроженцы
- Ишкин, Павлин Михайлович — народный умелец, мастер-резчик по дереву. Участник Великой Отечественной войны, лётчик-фронтовик. Создатель дома-музея с уникальной ручной резьбой по дереву[24].
- Фадеева, Людмила Михайловна (род. 1940) — советский и российский дирижёр-хормейстер, Заслуженный работник культуры Российской Федерации (2007).